# Дилемма Евтифрона
Дилемма Евтифрона — одна из проблем философии в форме дилеммы.
Имеет основанием диалог «Евтифрон» Платона и формулируется так:
Выбирают ли боги добро, потому что оно благое, либо же добро — благое, потому что выбрано богами?
- При признании истинной первой части дилеммы получается, что человеческая мораль формируется независимо от богов.
- При признании истинным второго — боги являются первоисточником морали, и могли бы провозгласить благим всё, что угодно, то есть мораль является предметом случайной прихоти богов.

Используется атеистами в качестве обоснования тезиса о том, что мораль от религии не зависит.

## В философском теизме
Эта дилемма может быть изменена применительно к философскому теизму, где она по-прежнему является объектом богословских и философских дискуссий, главным образом в рамках христианской, иудейской и исламской традиций.